# FIA Prize Giving Ceremony
A FIA Prize Giving Cerimony é um evento anual realizado pela Federação Internacional do Automóvel (FIA) para premiar os campeões das competições da entidade.
A partir do ano de 2014 a cerimônia passou por uma reformulação passando a iniciar todo o evento em com uma competição de kart disputadas entre os "Campeões da FIA" e convidados. No dia seguinte é realizada a cerimônia coma entrega dos prêmios. Também passaram a ser entregues os prêmios de “Estreante do Ano” (Rookie of The Year), “Personalidade do Ano” (Personality of the Year) e “Momento do Ano” (Action of the Year).

## Sedes
| Ano  | País    | Cidade          | Ref.          |
| ---- | ------- | --------------- | ------------- |
| 2011 | Índia   | Nova Deli       | [ 2 ] [ 3 ]   |
| 2012 | Turquia | Istambul        | [ 4 ]         |
| 2013 | França  | Paris           | [ 5 ]         |
| 2014 | Catar   | Doha            | [ 6 ] [ 7 ]   |
| 2015 | França  | Paris           | [ 8 ] [ 9 ]   |
| 2016 | Áustria | Viena           | [ 10 ] [ 11 ] |
| 2017 | França  | Paris           | [ 12 ] [ 13 ] |
| 2018 | Rússia  | São Petersburgo | [ 14 ] [ 15 ] |
| 2019 | França  | Paris           | [ 16 ]        |
| 2020 | Suíça   | Genebra         | [ 17 ]        |

## Premiados

### Personalidade do Ano

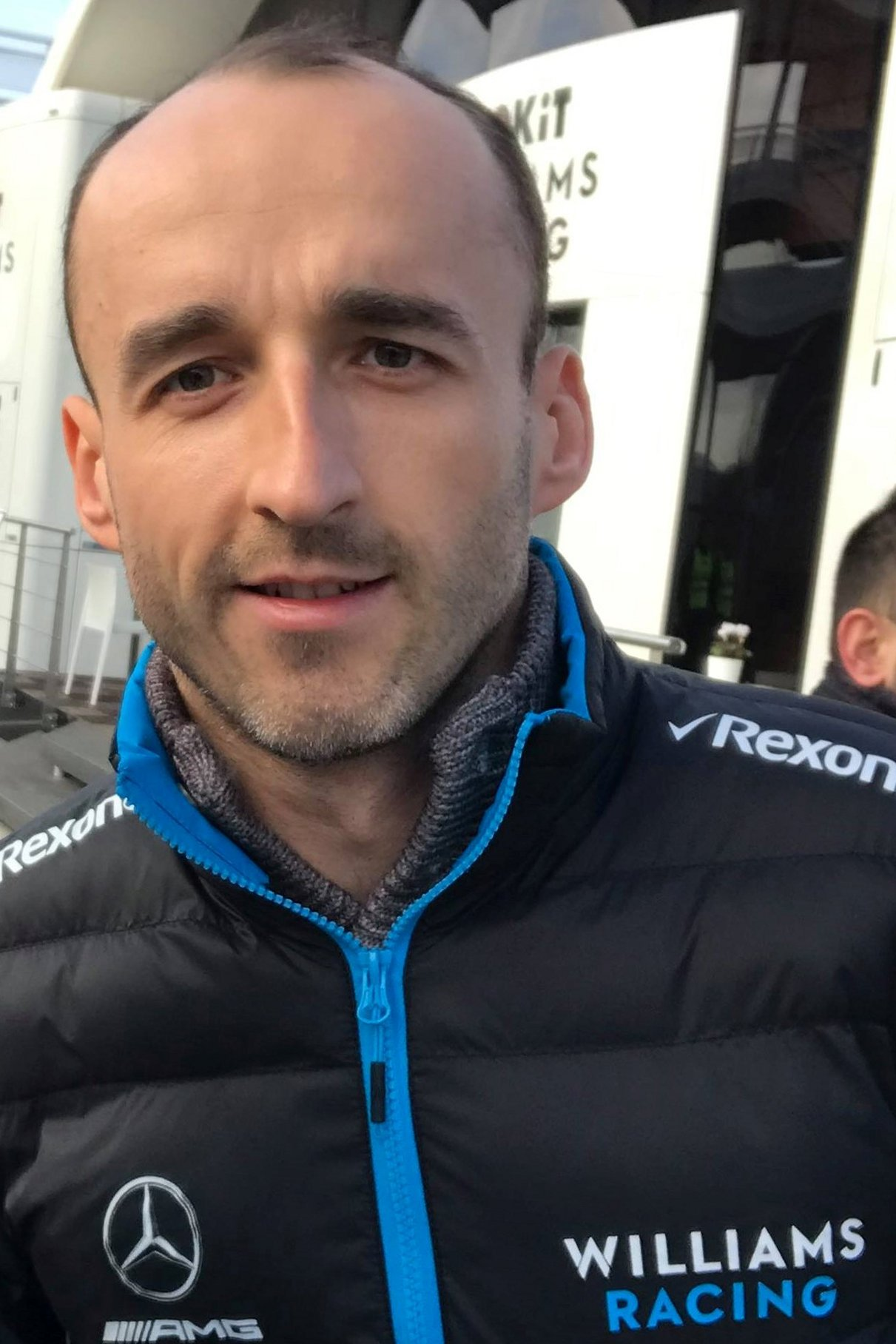
Robert Kubica: vencedor do prêmio Persoanlidade do Ano em 2013

O prêmio de Personalidade do Ano considera a opinião da mídia credenciada permanente dos campeonatos mundiais da FIA. Pode ser agraciado um piloto, um diretor, um funcionário, um voluntário, etc., afiliado a um dos campeonatos mundiais da FIA ou outro evento que o júri acreditar que conseguiu um desempenho excepcional nesta temporada.
| Ano  | Vencedor       | Campeonato      | Ref.          |
| ---- | -------------- | --------------- | ------------- |
| 2013 | Robert Kubica  | Mundial de Rali | [ 5 ]         |
| 2014 | Lewis Hamilton | Fórmula 1       | [ 18 ]        |
| 2015 | Max Verstappen | Fórmula 1       | [ 19 ]        |
| 2016 | Max Verstappen | Fórmula 1       | [ 20 ]        |
| 2017 | Max Verstappen | Fórmula 1       | [ 21 ]        |
| 2018 | Lewis Hamilton | Fórmula 1       | [ 22 ]        |
| 2019 | Niki Lauda     | Fórmula 1       | [ 23 ] [ 24 ] |
| 2020 | Lewis Hamilton | Fórmula 1       | [ 25 ]        |

### Momento do Ano
O prêmio de Momento do Ano permite que os fãs defendam a modalidade que mais lhe agradar. São indicados os momentos mais espetaculares da modalidade até aquele momento e o mais votado pelo público leva o prêmio.
| Ano  | Vencedor                           | Campeonato         | Evento                                                         | Ref.          |
| ---- | ---------------------------------- | ------------------ | -------------------------------------------------------------- | ------------- |
| 2013 | Sébastien Ogier / Julien Ingrassia | Mundial de Rali    |                                                                | [ 5 ]         |
| 2014 | Max Verstappen                     | Fórmula 3 Europeia | Ultrapassagem sobre Giovinazzi em Ímola (corrida 2).           | [ 26 ]        |
| 2015 | Max Verstappen                     | Fórmula 1          | Ultrapassagem sobre Nasr no GP da Bélgica                      | [ 19 ]        |
| 2016 | Max Verstappen                     | Fórmula 1          | Ultrapassagem sobre Rosberg no GP do Brasil                    | [ 20 ]        |
| 2017 | Esapekka Lappi                     | Mundial de Rali    | Ultrapassagem no rali de Portugal                              | [ 21 ]        |
| 2018 | Teemu Suninen                      | Mundial de Rali    | Esquivar-se de um acidente de forma épica no rali da Finlândia | [ 22 ]        |
| 2019 | Max Verstappen                     | Fórmula 1          | Ultrapassagem sobre Leclerc no GP da Grã-Bretanha              | [ 23 ] [ 27 ] |
| 2020 | Kimi Räikkönen                     | Fórmula 1          | Volta de abertura no Grande Prêmio de Portugal.                | [ 25 ]        |

### Estreante do Ano

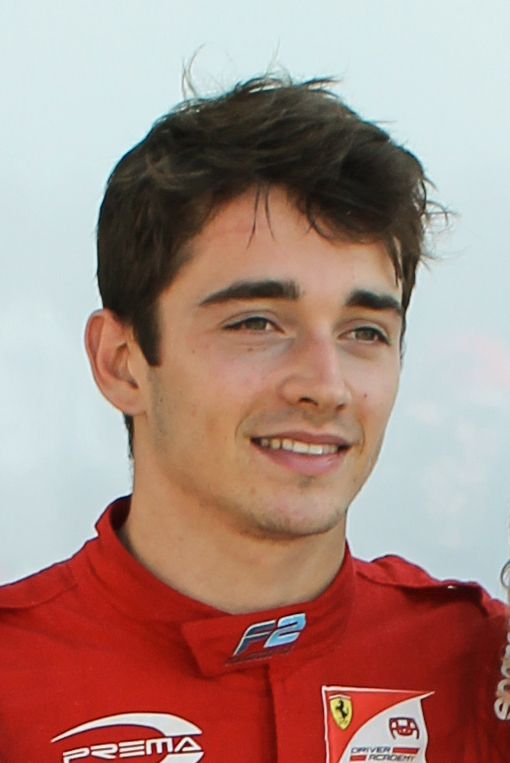
Charles Leclerc: vencedor do prêmio de Estreante do Ano em 2017 e 2018.

O prêmio de Estreante do Ano é entregue ao novato considerado de melhor em uma das seguintes categorias: Fórmula 1, Fórmula 2, Campeonato Mundial de Rali, Campeonato Europeu de Rali, Campeonato Mundial de Carros de Turismo, Campeonato Mundial de Endurance da FIA, Campeonato Mundial de Rallycross, Campeonato Europeu de Rallycross, Campeonato Europeu de Fórmula 3 e Campeonato Mundial de Kart.
| Ano  | Vencedor        | Campeonato                       | Ref.          |
| ---- | --------------- | -------------------------------- | ------------- |
| 2014 | Daniil Kvyat    | Fórmula 1                        | [ 28 ]        |
| 2015 | Max Verstappen  | Fórmula 1                        | [ 19 ]        |
| 2016 | Kevin Hansen    | Campeonato Mundial de Rallycross | [ 29 ]        |
| 2017 | Charles Leclerc | Fórmula 2                        | [ 21 ]        |
| 2018 | Charles Leclerc | Fórmula 1                        | [ 22 ]        |
| 2019 | Alexander Albon | Fórmula 1                        | [ 23 ] [ 30 ] |
| 2020 | Yuki Tsunoda    | Fórmula 2                        | [ 25 ]        |